# Nedakřevice
Nedakřevice jsou zaniklá vesnice, po které se dochoval pouze název rybníka západně od obce Lužec nad Cidlinou v okrese Hradec Králové.

## Historie
První písemná zmínka o vsi pochází z roku 1383. V roce 1400 vesnice byla v majetku Víta z Nedakřevic. Zanikla během husitských válek. V chlumeckém urbáři z roku 1571 je uveden na jejím místě jenom rybník Nedokřovec.